# El Sharkia Lel Dokhan Sporting Club
L'El Sharkia Lel Dokhan Sporting Club  (in arabo الشرقية للدخان‎?), noto anche come Eastern Company Sporting Club per motivi di sponsorizzazione, è una società calcistica egiziana del Cairo, fondata nel 1953. Milita nella Prima Lega, la massima divisione del campionato egiziano di calcio, e gioca le gare casalinghe allo stadio Eastern Company sito nella capitale egiziana. 
La squadra fu fondata nel 1953. La compagine non ha mai militato in prima divisione, ma ha ottenuto la promozione al termine della stagione 2020-2021, da neopromossa dalla terza divisione, dopo aver vinto il gruppo A. 